# Ophrys baumanniana
Ophrys baumanniana är en orkidéart som beskrevs av Sóo. Ophrys baumanniana ingår i ofryssläktet, och familjen orkidéer.
Artens utbredningsområde är Kriti. Inga underarter finns listade i Catalogue of Life.